# Morvilas Bassas
Morvilas Bassas (francès Mourvilles-Basses) és un municipi francès situat al departament de l'Alta Garona i a la regió d'Occitània.